# G. W. Bailey
George William Bailey (Port Arthur, Texas, 27 de agosto de 1944) es un actor estadounidense. Aunque ha aparecido en muchos papeles dramáticos, su fama procede principalmente de su caracterización de personajes cómicos tales como el Capitán Thaddeus Harris de Loca Academia de Policía (1984-1994) o el sargento Luther Rizzo en la serie de televisión M*A*S*H (1972-1983). Desde 2005 hasta 2012 ha participado en la serie policíaca The Closer, interpretando al Teniente Provenza. Actualmente está trabajando en la serie Major Crimes, en la cadena estadounidense TNT. Bailey tiene un aspecto físico muy distintivo y, habiendo sido canoso desde los 30 años de edad, ha mantenido prácticamente el mismo aspecto desde los años 70, representando papeles de personas más mayores de lo que él era en la mayoría de sus papeles de los años 80.

## Biografía
Estudió en el Instituto Thomas Jefferson, en Port Arthur, con Janis Joplin. Comenzó sus estudios universitarios en la Universidad de Lamar, en el vecino Beaumont, Texas, y más tarde se trasladó a la Universidad Texas Tech, en Lubbock. Dejó la universidad y durante mediados de los años 60 trabajó en compañías de teatro locales, antes de mudarse a California en los años 70. Ahí llevó a cabo algunos papeles en programas de televisión de la época, tales como Starsky y Hutch o Los Ángeles de Charlie.
Debutó en el cine en 1979, con un papel en A Force of One, una de las primeras películas de Chuck Norris. Luego consiguió el papel que le daría la fama con el personaje de Rizzo en M*A*S*H.
Volvió a la universidad en 1993 en la Universidad de San Marcos, Texas. Se graduó en Bellas Artes en mayo de 1994, concretamente en teatro. Durante el año escolar 1999-2000 fue el Artista Residente.
Desde 2001 Bailey ha trabajado como Director Ejecutivo de la Fundación Sunshine Kids, que trabaja para facilitar viajes y otras actividades a cientos de pacientes de cáncer. Ha sido voluntario desde hace más de quince años, tras haber conocido la fundación debido a su ahijada, que enfermó de leucemia.

## Filmografía selecta
- A Force of One (1979)
- M*A*S*H (serie de televisión) (1979 - 1983)
- Murder in Texas (1981) (TV)
- St. Elsewhere (1982 - 1983)
- Loca Academia de Policía (1984)
- Runaway, Brigada Especial (1984)
- Rustlers' Rhapsody (1985)
- Cortocircuito (1986)
- Me enamoré de un maniquí (1987)
- La Ladrona (1987)
- Loca academia de policía: Los ciudadanos se defienden (1987)
- Loca academia de policía 5: Operación Miami Beach (1988)
- Loca academia de policía 6: Ciudad sitiada (1989)
- Dead Before Dawn (serie de televisión) (1993)
- Loca academia de policía 7: Misión en Moscú (1994)
- Pablo de Tarso (2000)
- Scorcher (2002)
- Vacas vaqueras (2004) (voz)
- The Closer (serie de televisión) (2005 - 2012)
- Cake: A Wedding Story (2007)
- Major Crimes (serie de televisión) (2012 - 2018)